# پلین‌فیلد ویلیج (کنتیکت)
پلین‌فیلد ویلیج (به انگلیسی: Plainfield Village) یک منطقهٔ مسکونی در ایالات متحده آمریکا است که در شهرستان ویندهام، کنتیکت واقع شده‌است. پلین‌فیلد ویلیج ۲٬۵۵۷ نفر جمعیت دارد.